# Форначи (Ливорно)
Форначи (итал. Fornaci) је насеље у Италији у округу Ливорно, региону Тоскана.
Према процени из 2011. у насељу је живело 72 становника. Насеље се налази на надморској висини од 302 м.